# Этидзен (посёлок)
Этидзен (яп. 越前町 Этидзэн-тё:) — посёлок в Японии, находящийся в уезде Ню префектуры Фукуи. Площадь посёлка составляет 152,96 км², население — 21 926 человек (1 июля 2014), плотность населения — 143,34 чел./км².

## Географическое положение
Посёлок расположен на острове Хонсю в префектуре Фукуи региона Тюбу. С ним граничат города Фукуи, Сабаэ, Этидзен и посёлок Минамиэтидзен.

## Население
Население посёлка составляет 21 926 человек (1 июля 2014), а плотность — 143,34 чел./км². Изменение численности населения с 1980 по 2005 годы:
| 1980 | 25 992 чел. |  |
| 1985 | 26 128 чел. |  |
| 1990 | 25 448 чел. |  |
| 1995 | 25 158 чел. |  |
| 2000 | 25 017 чел. |  |
| 2005 | 23 995 чел. |  |

## Символика
Деревом посёлка считается бамбук, цветком — нарцисс, птицей — сизая чайка.